# Neocyprideis
Neocyprideis is een geslacht van kreeftachtigen uit de klasse van de Ostracoda (mosselkreeftjes).

## Soorten
- Neocyprideis (Neocyprideis) durocortoriensis (Apostolescu, 1957) Howe in Benson, 1961 †
- Neocyprideis apostolescui (Keij, 1957) Morkhoven, 1963 †
- Neocyprideis bhatiai Mathur, 1977 †
- Neocyprideis bhupendri (Singh & Misra, 1968) Khosla, 1973 †
- Neocyprideis comis Luebimova & Sanchez, 1974 †
- Neocyprideis cribrosa (Brady, 1880) Apostolescu, 1967
- Neocyprideis durocortoriensis (Apostolescu, 1957) Howe in Benson, 1961 †
- Neocyprideis enkheimensis Malz, 1973 †
- Neocyprideis flexeri Honigstein & Rosenfeld, 1986 †
- Neocyprideis glabra (Goerlich, 1953) Mckenzie et al., 1979 †
- Neocyprideis grandinata Tambareau, 1972 †
- Neocyprideis iberiacus (Grekoff & Deroo, 1956) Reyment, 1984 †
- Neocyprideis lusitanica Guernet & Lauverjat, 1986 †
- Neocyprideis moyesi Deltel, 1963 †
- Neocyprideis obscura (Butler, 1963) Bold, 1976 †
- Neocyprideis parallela (Lienenklaus, 1905) Morkhoven, 1963 †
- Neocyprideis periformis Hu, 1984 †
- Neocyprideis pumilio Bonaduce, Ruggieri, Russo & Bismuth, 1992 †
- Neocyprideis rara (Goerlich, 1953) Carbonnel, 1969 †
- Neocyprideis rusaylensis Keen & Racey, 1991 †
- Neocyprideis scapha Deltel, 1963 †
- Neocyprideis vandenboldi Gerry & Rosenfeld, 1973 †
- Neocyprideis williamsoniana (Bosquet, 1852) Kollmann, 1960 †